# Acrocercops heptadrachma
Acrocercops heptadrachma là một loài bướm đêm thuộc họ Gracillariidae. Nó được tìm thấy ở Papua New Guinea. Nó được miêu tả bởi A. Diakonoff năm 1955.